# Landó
Il landó è uno stile musicale e una danza di origine afro-peruviana. Secondo lo scrittore e etnomusicologo peruviano Nicomedes Santa Cruz (1925-1992), la parola «landó» deriva da londu o lundu, una danza africana portata dai Bantu dell'Angola, danza che è l'origine dei nomi Landó e Lundero, ma il dott. Fernando Romero sostiene con enfasi sull'argomento: "non abbiamo trovato nulla di simile in castigliano o nelle lingue bantu".
Il landó fu creato da abitanti afroamericani portati dall'Africa come schiavi in Perù durante il diciassettesimo secolo dai conquistadores spagnoli per lavorare come agricoltori, sebbene lo scopo fosse di lavorare nelle miniere.
In origine il lundu angolano era una tipica danza della cerimonia del matrimonio (m'elemba), la cui coreografia era una pantomima dell'atto di copulazione, culminata con un colpo pelvico contro il bacino che l'uomo applicava alla donna. Nel corso degli anni il lundu divenne folclorico e con il nome di lundero fu reso popolare nella Villa di Santiago di Miraflores de Zaña (1563-1720) del dipartimento di Lambayeque, dando in seguito origine al Tondero.
Mentre a Lima, indipendentemente dalla fase settentrionale, il lundú, chiamato landó e samba-landa, diede origine allo zamacueca (fine del XVIII secolo), ribattezzato marinera da Abelardo Gamarra (1879).